# Герасимов, Егор Алексеевич
Его́р Алексе́евич Гера́симов (бел. Ягор Аляксеевіч Герасімаў; род. 11 ноября 1992[…], Минск) — белорусский теннисист.

## Биография
Родился 11 ноября 1992 года в Минске. Отец — Алексей Герасимов, мать — Валентина.
Начал играть в теннис в возрасте шести лет. Первый тренер — Наталья Валерьевна Верина. Любимая поверхность — хард, любимый турнир — Открытый чемпионат США.

## Спортивная карьера
В конце августа 2019 года прошёл квалификацию Открытого чемпионата США и в итоге добрался до второго круга. Победа в первом круге основной сетки над южноафриканцем Ллойдом Харрисом стала первой победой Герасимова в основной сетке турнира большого шлема.
В сентябре на Открытом чемпионате Санкт-Петербурга добрался до полуфинала, где проиграл Даниилу Медведеву.
Потом на Открытом чемпионате Чэнду дошёл до четвертьфинала.
В октябре в Москве на Кубке Кремля дошёл до 1/8 финала, где проиграл в трёх сетах Андрею Рублёву.

## Рейтинг на конец года
| Год  | Одиночный рейтинг | Парный рейтинг |
| 2019 | 98                | 1 127          |
| 2018 | 157               |                |
| 2017 | 149               | 937            |
| 2016 | 297               | 888            |
| 2015 | 188               | 357            |
| 2014 | 268               | 405            |
| 2013 | 253               | 438            |
| 2012 | 517               | 634            |
| 2011 | 1 183             | 878            |
| 2010 | 1 376             | 1 164          |

## Выступления на турнирах

### Финалы турнировATPв одиночном разряде (1)
| Легенда                    |
| -------------------------- |
| Турниры Большого шлема (0) |
| Финал АТР-тура (0)         |
| Олимпиада (0)              |
| ATP Мастерс 1000 (0)       |
| АТР 500 (0)                |
| АТР 250 (0)                |

| Титулы по покрытиям | Титулы по месту проведения матчей турнира |
| ------------------- | ----------------------------------------- |
| Хард (0)            | Зал (0)                                   |
| Грунт (0+0)         | Зал (0)                                   |
| Трава (0)           | Открытый воздух (0+0)                     |
| Ковёр (0)           | Открытый воздух (0+0)                     |

#### Поражения (1)
| №  | Дата           | Турнир      | Покрытие | Соперник в финале | Счёт           |
| 1. | 9 февраля 2020 | Пуна, Индия | Хард     | Иржи Веселый      | 6-7(2) 7-5 3-6 |

## Личная жизнь
Женат на девушке по имени Анна (с 29 октября 2016 года).